# ويزلي رايت
ويزلي رايت (بالإنجليزية: Wesley Wright)‏ هو لاعب كرة قاعدة أمريكي، ولد في 28 يناير 1985 في مونتغومري في الولايات المتحدة.

## وصلات خارجية
- ويزلي رايت على موقع دوري كرة القاعدة الرئيسي (الإنجليزية)
- ويزلي رايت على موقعبيزبول رفرنس.كوم (الدوري الرئيسي) (الإنجليزية)
- ويزلي رايت على موقعبيزبول رفرنس.كوم (الدوري الثانوي) (الإنجليزية)
- ويزلي رايت على موقع إي إس بي إن.كوم (أم.أل.بي) (الإنجليزية)
- ويزلي رايت على موقع مشجعي الرسوم البيانية (الإنجليزية)